# Сулимин, Фёдор Пантелеевич
Федор Пантелеевич Сулимин — советский хозяйственный и государственный деятель, лауреат Государственной премии СССР за выдающиеся достижения в труде.

## Биография
Родился в 1938 году в селе Кегульта. Член КПСС.
В 1946—1959 годах — пастух, прицепщик на тракторе, тракторист совхоза «Садовый» Целинного района Калмыцкой АССР.
В 1959—2012 годах — тракторист, бригадир механизированной бригады совхоза «Пашковский» города Краснодара.
Заслуженный механизатор РСФСР (1974).
За большой личный вклад в дело увеличения производства и улучшения качества с/х продукции был в составе коллектива удостоен Государственной премии СССР за выдающиеся достижения в труде 1983 года.
Живёт на хуторе имени Ленина Карасунского округа города Краснодара.

## Награды
- Орден Ленина (1975)
- Орден Трудового Красного Знамени (1971)